# Mount Bellingshausen
Mount Bellingshausen ist ein markanter, kegelförmiger Berg mit einer Höhe von 1380 m. Er steht rund acht Kilometer nordöstlich des Mount Priestley zwischen dem Larsen-Gletscher und dem David-Gletscher in den Prince Albert Mountains des antarktischen Viktorialands. 
Entdeckt wurde der Berg von Teilnehmern der Discovery-Expedition (1901–1904) unter der Leitung des britischen Polarforschers Robert Falcon Scott, der ihn nach dem deutschbaltischen Seefahrer Fabian Gottlieb von Bellingshausen (1778–1852) benannte, dem Leiter der ersten russischen Antarktisexpedition (1819–1821).